# Петренко Сергій Анатолійович (футболіст)
Петренко Сергій Анатолійович (рос. Петренко Сергей Анатольевич, нар. 7 липня 1955, Москва) — радянський футболіст, що грав на позиції півзахисника за «Торпедо» (Москва). По завершенні ігрової кар'єри — радянський і російський тренер.

## Ігрова кар'єра
У дорослому футболі дебютував 1972 року виступами за команду «Торпедо» (Москва), кольори якої і захищав протягом усієї своєї кар'єри гравця, що тривала чотирнадцять років. Більшість часу, проведеного у складі московського «Торпедо», був основним гравцем команди. В осінній першості 1976 року виборов у складі торпедівців титул чемпіона СРСР.
Того ж 1976 року у складі молодіжної збірної СРСР став переможцем молодіжної першості Європи.

## Кар'єра тренера
Розпочав тренерську кар'єру невдовзі по завершенні кар'єри гравця, 1988 року, увійшовши до тренерського штабу клубу ЕШВСМ. Працював у тренерському штабі цієї комнади, що невдовзі змінила назву на «Зірка», на різних посадах до 1991 року.
З 1992 року і до середини 2000-х працював у системі рідного московського «Торпедо», зокрема 1994 року та протягом 2002–2006 був головним тренером його основної команди. У 1997–1998 роках очолював тренерський штаб новоствореного футбольного клубу «Торпедо-ЗіЛ».
Протягом частини 2007 року тренував латвійську «Даугаву» (Даугавпілс), після чого працював із «Волгою» (Нижній Новгород), казахстанським «Тоболом» (Костанай) та «Єнісеєм».
2022 року очолював тренерський штаб «Велеса».

## Титули і досягнення
- Чемпіон СРСР (1):

«Торпедо» (Москва): 1976 (осінь)
- Переможець молодіжної першості СРСР (1):

СРСР U-23: 1976